# Шеймяна
Шеймяна́ или Шеймена (лит. Šeimena) — река в Литве, протекает по территории Вилкавишкского района Мариямпольского уезда на юго-западе страны. Правый приток нижней Шервинты.
Длина реки составляет 49 км. Площадь водосборного бассейна — 648 км². Средний уклон — 1,58 м/км. Средний расход воды — 3,30 м³/с.
Шеймяна начинается около деревни Пашеймяняй. Течёт в основном на северо-запад. В среднем течении около Вилкавишкиса Шеймяну пересекает автомагистраль A7 европейского маршрута E 28. Впадает в Шервинту на высоте 31 м над уровнем моря в 2 км к северо-западу от деревни Лауцкаймис.
Притоки:
- левые: Пурвинис, Шалтупис, Мяргупис, Вямбре, Кастине, Ширвинта, Вингрупис, Юодупе;
- правые: Моцкупис, Жилупис, Вилкауя[1].

В 19 км от устья на Шеймяне построено Клаусучское водохранилище площадью 3 га.
В реке выявлено концентрированное загрязнение, оказавшее значительное воздействие на окружающую среду.